# Hard Edge
Hard Edge (deutsch „Harte Kante“) ist eine Form und Stilrichtung der Malerei in der Bildenden Kunst, die ab 1958 durch den US-amerikanischen Kunstkritiker Jules Langsner (1911–1967) ihren Namen bekam. Langsner hat den Begriff im Zusammenhang mit einer von ihm im Sommer 1959 organisierten Ausstellung im Los Angeles im County Museum verwendet, um damit die besondere nichtfigürliche (abstrakte) Darstellung zu kennzeichnen. Der Titel der Ausstellung lautete: Four Abstract Classicists. Die vier ausstellenden Künstler waren: Lorser Feitelson, John McLaughlin, Frederick Hammersley und Karl Benjamin. Auf Grund des großen Erfolges wurde die Ausstellung 1960 auch in London gezeigt. Dort prägte der englische Kunstkritiker Lawrence Alloway den Begriff West-Coast-Hard-Edge. Damit war die Verbindung zu Künstlern wie Ellsworth Kelly und Kenneth Noland hergestellt.
Hard Edge bezeichnet damit eine Malerei, die nicht darstellend ist und sich keiner auf den ersten Blick sichtbaren Kompositionslehre bedient. Es ist oftmals eine schablonenhafte, flächige, geometrische Malform mit harten Kanten und scharf gegeneinander abgegrenzten Farbaufträgen. Mit dem Colourfield Painting hat Hard Edge die großen Farbfelder gemeinsam. Sie ist (scheinbar) emotionslos und rational gesteuert, die Künstler hinterlassen bewusst keine individuellen Pinselspuren auf der Bildoberfläche, die Farben sind eher kalt. Im Regelfall haben Hard-Edge-Bilder kaum mehr als zwei oder drei verschiedene Farben. Gekennzeichnet ist die Malerei durch den großflächigen und scharf gegeneinander abgegrenzten Farbauftrag von „kalten“ Farben in geometrischen oder organischen Formen.
Allgemein gilt Hard Edge als „Gegenbewegung“ zum Abstrakten Expressionismus, bei dem die Bilder die Erlebnissituation des Künstlers wiedergeben.  Doch im Unterschied zu den fließenden Übergängen beim Colourfield Painting sind beim Hard Edge die Farbfelder hart und scharf voneinander abgegrenzt, worauf sich auch die Bezeichnung dieser Form der Malerei als Hard Edge bezieht.
Eine extreme Zuspitzung erfuhr die Hard-Edge-Malerei durch Frank Stella, der diese mystisch-kontemplative Richtung des Abstrakten Expressionismus ab Mitte der 1960er Jahre durch seine vielseitig geformten Leinwände zur Shaped Canvas-Malerei weiterentwickelte.
Zu den Vertretern dieser Richtung in Amerika zählen Josef Albers, Robyn Denny, Al Held, Robert Indiana, Ellsworth Kelly, Alexander Liberman, Morris Louis, Barnett Newman, Kenneth Noland, Deborah Remington, Miriam Schapiro, Leon Polk Smith, Ad Reinhardt, Mark Rothko und Frank Stella. Als Vertreter in Deutschland gelten Günter Fruhtrunk, Georg Karl Pfahler und Christian Roeckenschuss, ab 1963 Winfred Gaul, in den Jahren 1964 bis 1978 Günther C. Kirchberger sowie u. a. Bernd Damke und Frank R. Werner. Viele dieser Maler werden auch der Farbfeldmalerei zugeordnet.